# Gilmore Artist Award
Der Gilmore Artist Award ist ein Musikpreis der US-amerikanischen Irving S. Gilmore Foundation. Er wird seit 1991 alle vier Jahre an einen Pianisten auf dem Gilmore International Keyboard Festival in Kalamazoo, Michigan vergeben.
Im Unterschied zu anderen Musikpreisen werden die nicht unterrichteten Finalisten, ausgewählt aus ca. 450 Nominierten, über einen mehrjährigen Zeitraum von sechs Fachleuten der Musikwelt unerkannt beobachtet. In die Bewertung fließen Live-Auftritte, Aufnahmen und die Persönlichkeit des Künstlers ein. Ziel ist es, unabhängig von Alter und nationaler Zugehörigkeit, einem Pianisten die finanzielle Möglichkeit des Aufbaus einer internationalen Karriere zu bieten.
Der Preis ist mit 300.000 US-Dollars dotiert. 50.000 Dollar erhält der Preisträger in bar, 250.000 US-Dollar stehen für Aktivitäten und Projekte zur Weiterentwicklung der Musikkarriere zur Verfügung.

## Preisträger
- 1991: David Owen Norris
- 1994: Ralf Gothóni
- 1998: Leif Ove Andsnes
- 2002: Piotr Anderszewski
- 2006: Ingrid Fliter
- 2010: Kirill Gerstein
- 2014: Rafał Blechacz
- 2018: Igor Levit
- 2024: Alexandre Kantorow

## Gilmore Young Artist Award
Der Gilmore Young Artists Award wird zweijährlich an jeweils zwei US-amerikanische Pianisten bis 22 Jahre vergeben und ist mit 15.000 US-Dollar dotiert. Die Preisträger sind aufgerufen, das Preisgeld zur Förderung ihrer Ausbildung und Karriere einzusetzen und innerhalb eines Jahres eine Klavierkomposition zu erarbeiten.
Bekannteste Preisträger sind Yuja Wang (2006), Kirill Gerstein (2002) und Christopher Falzone (2004).